# Глубокая артерия языка
Глубокая артерия языка (лат. a. Arteria profunda linguae) — продолжение основного ствола язычной артерии. Глубокая артерия языка вступает в толщу языка между верхней и нижней продольными мышцами языка и подбородочно-язычной мышцей и снабжает кровью глубокие отделы языка.